# John McCormick (labdarúgó)
John McCormick (Glasgow, 1936. július 18. – 2017. július 2.) skót labdarúgó, hátvéd.

## Pályafutása
A St Roch's és a Third Lanark korosztályos csapataiban kezdte a labdarúgást. 1959 és 1964 között a Third Lanark, 1964-65-ben az Aberdeen FC játékosa volt. 1965 és 1973 között az angol Crystal Palace csapatában szerepelt, ahol 1972-ben az év játékosává választották. Az aktív játékot a londoni Wealdstone együttesében fejezte be.

## Sikerei, díjai
Crystal Palace
- Crystal Palace – az év játékosa (1972)